# Bad Saulgau
Bad Saulgau är den största staden i Landkreis Sigmaringen i det tyska förbundslandet Baden-Württemberg. Kommunen består av ortsdelarna (tyska Ortsteile) Bad Saulgau, Bierstetten, Bolstern, Bondorf, Braunenweiler, Friedberg, Fulgenstadt, Grosstissen, Haid, Hochberg, Lampertsweiler, Moosheim, Renhardsweiler och Wolfartsweiler.
Staden ingår i kommunalförbundet Bad Saulgau tillsammans med kommunen Herbertingen.